# Orville Peck
Orville Peck, eg. Daniel Pitout, född 6 januari 1988 i Johannesburg, är en sydafrikansk-kanadensisk countryartist. I alla offentliga sammanhang bär han en lädermask med fransar. Hans debutalbum Pony, från 2019  samt uppföljaren Broncho (2022) är båda kritikerrosade. Han har uppträtt på Jimmy Kimmel Live och Coachella samt samarbetat med artister som Shania Twain, k.d. lang och Lady Gaga.

## Biografi
Orville Peck är född i Johannesburg, Sydafrika,1988, och bodde där tills han fyllde 15. Hans far var ljudtekniker vilket resulterade att han fick göra voice over arbeten och han har också dansat balett i 12 år. Egentligen ville han bli skådespelare och gick en utbildning vid London Academy of Music and Dramatic Art och fick en roll i Peter Pan goes wrong på West End. 
Debutalbumet Pony har han skrivit och producerat själv. Det släpptes 22 april 2019 via Sub Pop. Singeln "Dead of Night" fick särskild uppmärksamhet efter ett radioframträdande och Jimmy Kimmel Live. Den skulle senare också vara med i tv-serien Euphoria.
Orville Peck följde upp debutalbumet med EP:n Show Pony 2020, där Shania Twain gästade på låten "Legends never die". Han blev sedan en av artisterna som fick vara med på Lady Gagas 10-årsjubileum av skivan Born This Way där han gjorde en countryversion av just låten "Born This Way".
2022 släppte han sitt andra album Broncho, som även det blev kritikerhyllad.
Orville Peck är en psydonym och han höll sin identitet hemlig länge genom att bära en lädermask med fransar i alla offentliga sammanhang. Det är nu dock bekräftat att han är Daniel Pitout, trummis i punkbandet Nü Sensae. Han är homosexuell och uttrycker det tydligt i sina texter som ofta får en homoerotisk underton. Han har blivit en HBTQ-ikon och gillar att blanda världar som t.ex. rodeos och dragshow.
Orville Peck uppträdde i Sverige första gången 8 augusti 2019 under Way Out West.

## Diskografi

### Album
- 2019 - Pony
- 2022 - Broncho

### Singlar
- 2018 - Big Sky
- 2019 - Dead of Night
- 2019 - Turn to Hate
- 2020 - Summertime
- 2020 - No Glory in the west
- 2020 - Show Pony (EP)
- 2020 - Smalltown Boy
- 2020 - Unchained Melody/Yo've Lost That Lovin' Feelin'
- 2021 - Born This Way